# Hahnia gigantea
Hahnia gigantea är en spindelart som beskrevs av Robert Bosmans 1986. Hahnia gigantea ingår i släktet Hahnia och familjen panflöjtsspindlar. Inga underarter finns listade i Catalogue of Life.